# Heinrich August Ludwig Wiggers
Pour les articles homonymes, voir Wiggers.
Heinrich August Ludwig Wiggers est un botaniste prussien, né le 12 juin 1803 à Altenhagen, électorat de Brunswick-Lunebourg et mort le 13 février 1880 à Göttingen.

## Biographie
Il obtient un doctorat de philosophie à Göttingen en 1835. Pharmacien de 1816 à 1827, il devient assistant au laboratoire de chimie de Göttingen d’abord sous la direction de Friedrich Stromeyer (1776-1835), puis sous celle de Friedrich Wöhler (1800-1882), fonction qu’il occupe de 1828 à 1849. En outre, il est Privatdozent en 1837, et, à partir de 1848, professeur extraordinaire de pharmacie à l’université. De 1836 à 1850, il est représentant inspecteur général des pharmacies de Hanovre.